# Heiligdom van de Grote Goden van Samothrake

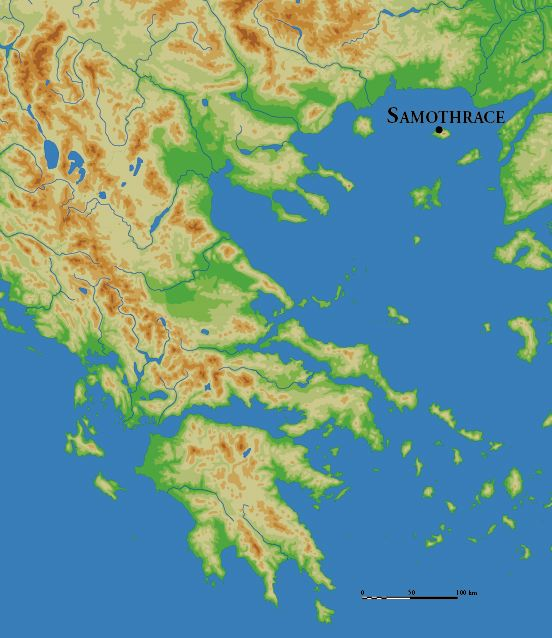
Situering van Samothrake.

Het heiligdom van de Grote Goden van Samothrake (Oudgrieks: ἱερὸν τῶν Μεγάλων Θέων; hieròn tôn Megálôn Théôn), gelegen op het eiland Samothrake binnen het grotere Thracië, was een van de belangrijkste pan-Helleense heiligdommen. Hoewel het direct ten westen van de stadsmuren van Samothrake was gebouwd, was het onafhankelijk, zoals blijkt uit het feit dat ambassadeurs van de polis Samothrake erheen werden gezonden tijdens festivals.
Het stond in heel de Griekse wereld in aanzien vanwege zijn mysteriecultus, een chtonische cultus die niet minder vermaard was dan die van de mysteriën van Eleusis. Vele ons bekende Grieken waren er ingewijd, onder anderen de historicus Herodotus (een van de weinige auteurs die enkele aanwijzingen naliet over de aard van de mysteriën), de Spartaanse generaal Lysander en verscheidene Atheners. De cultus wordt vermeld bij Plato en Aristophanes.
Tijdens de hellenistische periode maakte het een spectaculaire ontwikkeling door toen het, nadat Philippos II in de mysteriën was ingewijd, een soort nationaal Macedonisch heiligdom werd waar de opvolgers van Alexander de Grote wedijverden om elkaar in vrijgevigheid te overtreffen. Het bleef een belangrijke cultusplaats tot het einde van de Romeinse periode - keizer Hadrianus bezocht het en de schrijver Varro beschreef een deel van de mysteriën - voordat het aan het einde van de late oudheid uit de geschiedenis verdween.

## Cultus van de Grote Goden
De identiteit en aard van de goden die werden vereerd in het heiligdom blijven grotendeels raadselachtig, omdat het taboe was hun naam uit te spreken. Literaire bronnen uit de oudheid verwijzen naar hen onder de collectieve benaming "Cabeiren" (Oudgrieks Κάβειροι/"Kabeiroi"), terwijl zij gewoon Goden of Grote Goden (Μεγάλοι Θέοι/"Megáloï Théoï") werden genoemd in inscripties die ter plaatse zijn gevonden.

### Het pantheon van Samothrake

Plattegrond van het heiligdom dat de chronologie van de grootste gebouwen toont.

Het pantheon van de Grote Goden, dat bestond uit verscheidene chtonische goden en voornamelijk dateerde van voor de komst van de Griekse kolonisten op het eiland in de 7e eeuw v.Chr., vormde zich rond één centrale figuur - de "Grote Moeder"-godin.
- De "Grote Moeder"-godin was een godin die vaak werd afgebeeld op Samothrakische munten als een vrouw gezeten op een stoel met een leeuw aan haar zijde.[2] Haar oorspronkelijke geheime naam was Axiéros. Ze is verwant met de Anatolische Grote Moeder-godin, de Phrygische Cybele en de Trojaanse moedergodin van de Ida. De Grieken associeerden haar evenzeer met de vruchtbaarheidsgodin Demeter. De Grote Moeder is de almachtige meesteres van de wilde wereld van de bergen, vereerd op heilige rotsen waar offers aan haar werden gebracht. Deze altaren correspondeerden in het heiligdom van Samothrake met dagzomende aardlagen van porfier in verschillende kleuren (rood, groen, blauw, of grijs). Voor haar getrouwen toonde haar macht zich ook in aders van magnetisch ijzer, waarvan de ingewijden ringen maakten die zij droegen als teken van erkenning. Een aantal van deze ringen werd in de graven van de naburige necropool teruggevonden.[3]
- Hekate, onder de naam Zerynthia, en Aphrodite-Zerynthia, twee belangrijke natuurgodinnen, werden eveneens vereerd in Samothrake, waarvan de cultus verschilde van die van de Grote Moeder en dichter aansloot bij de goden waarmee de Grieken vertrouwd waren.
- Kadmylos (Καδμῦλος), de echtgenoot van Axiéros, was een vruchtbaarheidsgod die door de Grieken geïdentificeerd werd met Hermes. Hij was een fallische god wiens heilige symbolen een ramskop en een staf ( kerykeion) waren. De staf was duidelijk een fallisch symbool en kan op sommige munten worden teruggevonden.
- Twee andere mannelijke goden begeleidden Kadmylos. Deze zouden aan de twee legendarische helden kunnen beantwoorden die de Samothracische Mysteriën zouden hebben gesticht: de broers Dardanos (Δάρδανος) en Eëtion (Ηετίων).[4] Zij worden door de Grieken geassocieerd met de Dioscuri, goddelijke tweelingen die populair waren als beschermers van zeelui in nood.
- Een paar van onderwereldgoden, Axiokersos en Axiokersa, is geïdentificeerd met Hades en Persephone, maar schijnt geen deel te hebben uitgemaakt van de oorspronkelijke groep van pre-Helleense goden.[5] De voor de Grieken vertrouwde mythe van de verkrachting van de godin van vruchtbaarheid door de god van de onderwereld speelde ook een rol in de gewijde drama's die in Samothrake werden opgevoerd; zij het minder dan in Eleusis.
- Tijdens een latere periode werd deze zelfde mythe geassocieerd met dat van het huwelijk van Kadmos en Harmonia, waarschijnlijk ten gevolge van een gelijkenis in namen met Kadmylos en Elektra.

### De rituelen

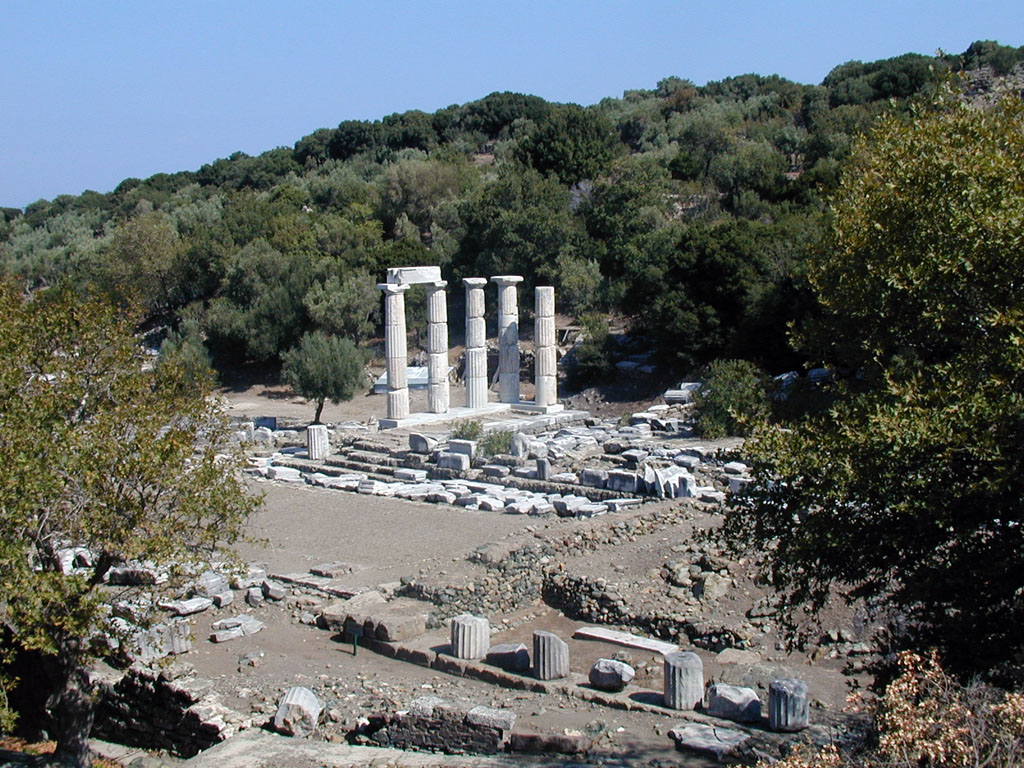
Restanten van het Hiëron vanuit het zuidwesten gezien (zie plattegrond, nr. 13).

Het hele heiligdom stond open voor iedereen die de Grote Goden wenste te vereren, hoewel toegang tot de gebouwen die aan de mysteriën gewijd waren, gereserveerd bleef voor geïnitieerden.
De meeste rituelen verschilden niet van de gebruiken in andere Griekse heiligdommen: gebeden en smeekbeden die vergezeld gingen van bloedige offers van dieren (schapen en varkens) die werden verbrand in heilige haarden (ἐσχάραι / eschárai), evenals plengoffers aan de chtonische goden in ronde of rechthoekige rituele putten (βόθρος / bóthros). Een groot aantal rotsaltaren was in gebruik, waarvan het grootste aan het eind van de 4e eeuw v.Chr. door een monumentale omheining werd omgeven (plattegrond, nr. 11).
Het belangrijkste jaarlijkse festival, dat gezanten vanuit heel de Griekse wereld naar het eiland deed komen, had waarschijnlijk plaats in het midden van de maand juli. Het bestond uit de voorstelling van een gewijd toneelstuk, dat een ritueel huwelijk (hieros gamos) liet zien. Dit vond misschien plaats in het gebouw met de Muur van de Danser dat in de 4e eeuw v.Chr. werd gebouwd. Tijdens deze periode ontstond het geloof dat de zoektocht naar het verloren meisje, dat door haar huwelijk met de god van de onderwereld werd gevolgd, het huwelijk van Kadmos en Harmonia voorstelde. Het fries uit de Temenos (zie foto beneden) zou een zinspeling op dit huwelijk kunnen zijn. Rondom 200 v.Chr. werd aan het festival een Dionysische wedstrijd toegevoegd, die werd vergemakkelijkt door de bouw van een theater (plattegrond, nr. 10) tegenover het grote altaar (plattegrond, nr. 11). Volgens een lokale mythe was het in deze periode dat de polis een dichter uit Iasos in Carië eerde voor zijn tragedie Dardanos en andere weldaden voor het eiland, de stad en het heiligdom.
Talrijke votiefgaven werden geschonken in het heiligdom, die werden geplaatst in een gebouw dat voor het doel was opgetrokken naast het grote altaar (plattegrond, nr. 12). De offergaven konden beelden van brons, marmer of klei, wapens, vazen, enz. zijn. Maar vooral dankzij de ligging van Samothrake aan drukke zeevaartroutes was de cultus van de Cabeiren populair en talrijke, vaak heel bescheiden offergaven werden aan hen gewijd: opgravingen hebben zeeschelpen en vishaken aan het licht gebracht die waren geschonken door zeelui of vissers die de godheden bedankten voor hun bescherming tegen de gevaren van de zee.

### De initiatie
Een uniek kenmerk van de Samothrakische mysteriecultus was zijn toegankelijkheid: in tegenstelling tot de Mysteriën van Eleusis had de initiatie geen voorwaarden qua leeftijd, geslacht, status of nationaliteit. Iedereen, mannen en vrouwen, volwassenen en kinderen, Grieken en niet-Grieken, vrijen, vrijgelatenen of slaven, kon eraan deelnemen. De initiatie was ook niet beperkt tot een specifieke datum, en de geïnitieerde kon op dezelfde dag twee opeenvolgende graden van het mysterie bereiken. De enige voorwaarde was in feite de aanwezigheid in het heiligdom.
Het eerste stadium van de initiatie was de myèsis (μύησις). Een heilig verhaal en speciale symbolen werden geopenbaard aan de mystes (μύστης) (d.i. de geïnitieerde). Herodotus vertelt dat de betekenis van fallische voorstellingen van Hermes-Kadmylos aan hem was onthuld. Volgens Varro symboliseerden de bij deze gelegenheid geopenbaarde symbolen hemel en aarde. In ruil voor deze openbaring, die geheimgehouden werd, werd de geïnitieerde de verzekering van bepaalde voorrechten gegeven: de hoop op een beter leven en meer in het bijzonder bescherming op zee en misschien, net zoals in Eleusius, de belofte van een gelukkig leven na de dood. Tijdens de ceremonie ontving de geïnitieerde een karmozijnrode sjerp die rond zijn middel werd geknoopt, waarvan men aannam dat het een beschermende talisman zou zijn. Een ijzeren ring die aan de goddelijke macht van magnetische stenen was blootgesteld, was vermoedelijk een ander symbool van bescherming dat werd verleend tijdens de initiatie.

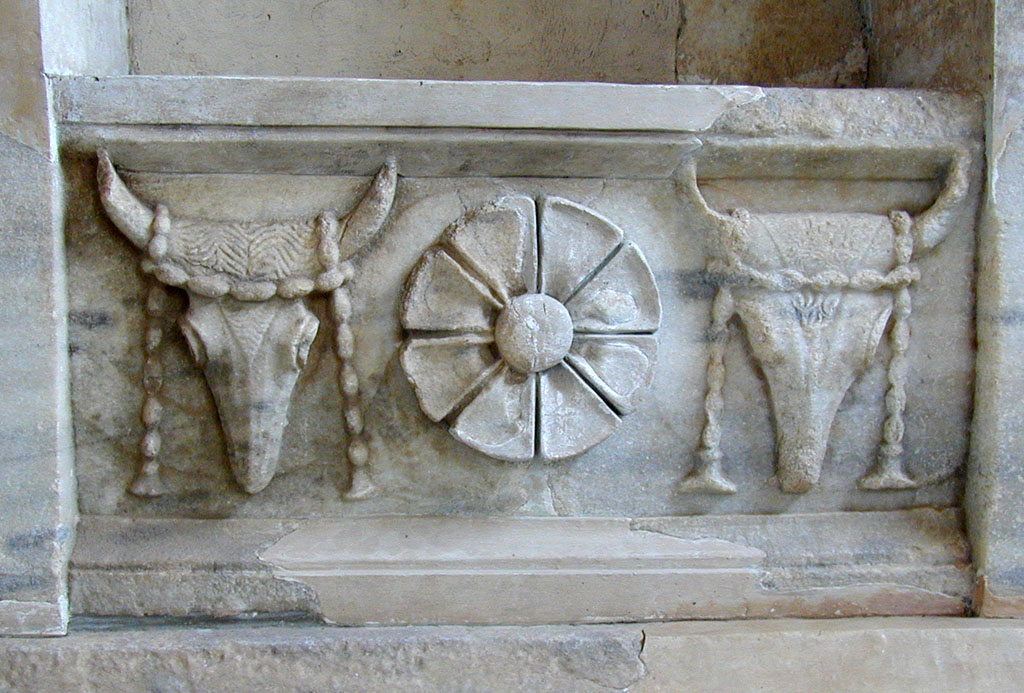
Fries met rozet en bucrania (ossenschedels) van de Arsinoë Rotunda (Archeologisch Museum van Samothrake) (plattegrond, nr. 15).

De voorbereiding voor de initiatie vond plaats in een kleine kamer ten zuiden van het Anaktoron (plattegrond, nr. 16), een soort sacristie waar de geïnitieerde in het wit werd gekleed en een lamp kreeg. De myèsis vond vervolgens plaats in het Anaktoron (letterlijk het 'Huis van de Heren'), een grote hal die groot genoeg was om talrijke reeds geïnitieerden onder te brengen, die de ceremonie zouden bijwonen, gezeten op banken langs de muren. De geïnitieerde voerde een rituele wassing uit in een bekken in de zuidoostelijke hoek en bracht dan een plengoffer aan de goden in een cirkelvormige bothros 'put'. Aan het eind van de ceremonie nam de geïnitieerde plaats op een rond houten podium dat naar de hoofddeur was gericht terwijl men rituele dansen rond hem uitvoerde. Hij werd dan meegenomen naar de noordkamer, het heiligdom waar hij de eigenlijke openbaring ontving. De toegang tot dit heiligdom was aan niet-geïnitieerden verboden. De geïnitieerde kreeg een document dat zijn initiatie in de mysteriën bevestigde en kon, tenminste in latere tijden, tegen betaling zijn naam laten graveren op een herdenkingsplaat.
De tweede graad van initiatie werd de epopteia (ἐποπτεία) genoemd, letterlijk de 'overpeinzing'. In tegenstelling tot de verplichte tussentijd van één jaar tussen graden in Eleusis, kon de tweede graad in Samothrake onmiddellijk na de myèsis verkregen worden. Toch werd deze slechts door een klein aantal geïnitieerden behaald, waarschijnlijk omdat er een aantal zware voorwaarden aan waren verbonden, al is het onwaarschijnlijk dat deze voorwaarden financieel of sociaal waren. K. Lehmann was van oordeel dat het morele kwesties betrof, daar de kandidaat aan een verhoor werd onderworpen en verzocht werd zijn zonden te bekennen. Dit verhoor vond 's nachts plaats voor het Hiëron (plattegrond, nr. 13). Een fundering werd hier teruggevonden die een reusachtige fakkel moest ondersteunen.
Over het algemeen bevestigen de vondst van talrijke lampen en fakkels overal op het terrein de nachtelijke aard van deze initiatieriten. Na de ondervraging en nadat eventueel absolutie was toegekend door de priester of beambte, werd de kandidaat in het Hiëron gebracht, dat ook als een epopteion of 'plaats van overpeinzing' dienstdeed, waar een rituele reiniging plaatsvond en offers werden gebracht in een heilige haard (eschára) die zich in het midden van de naos '("het heilige der heiligen") bevond. De geïnitieerde ging dan naar een apsis in de achterkant van het gebouw, die vermoedelijk een grot moest verbeelden. De hierophantes (ἱεροφάντης / hierophántês), ook wel initiatior genoemd, nam plaats op een platform (bêma), in de apsis waar hij de liturgie reciteerde en de symbolen van de mysteriën toonde.
Tijdens de Romeinse periode in 200 n.Chr. werd de ingang van het Hiëron gewijzigd om offerdieren te kunnen doorlaten. Binnenin werd een balustrade gebouwd om de toeschouwers te beschermen en in de apsis werd een crypte aangelegd. Deze wijzigingen maakten de viering van de Kriobolia en de Taurobolia van de Anatolische Magna Mater mogelijk, die nu aan de epopteia werden toegevoegd. De nieuwe riten zagen de geïnitieerde, of misschien enkel de priester in diens naam, afdalen in een bothros 'kuil' in de apsis. Het bloed van de offerdieren vloeide dan over hem of haar zoals bij een doop.

## Beschrijving van het heiligdom

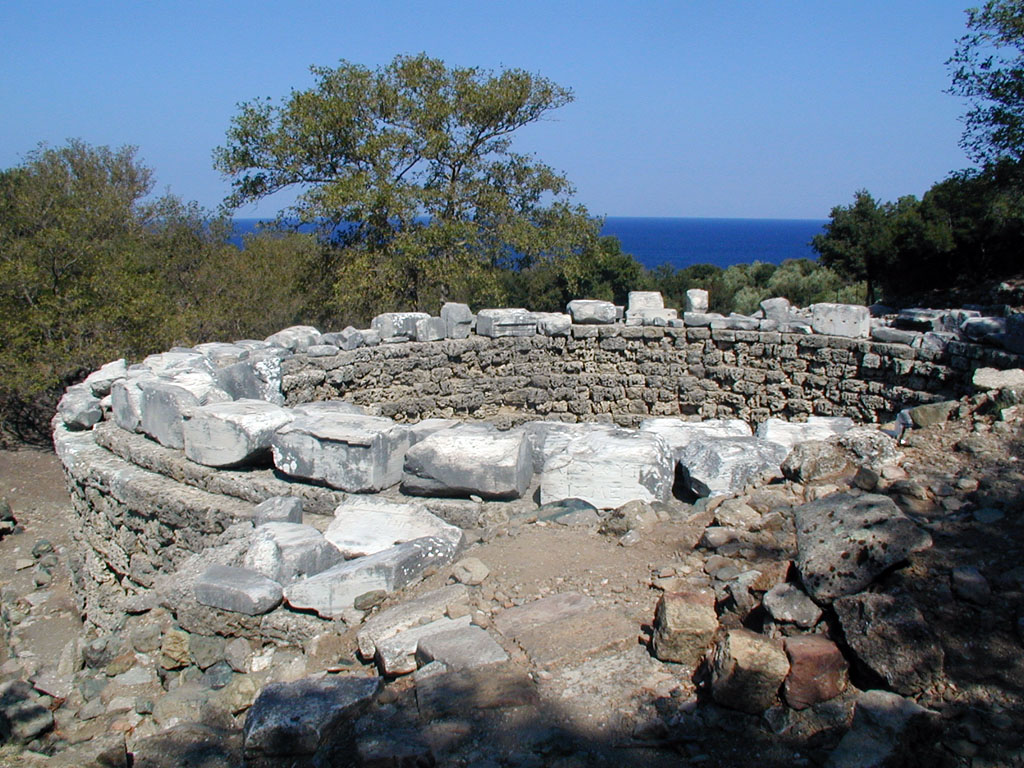
Fundering van de Arsinoë Rotunda en een fragment van de dedicatie (plattegrond, nr. 15).

De site van Samothrake kan op het eerste gezicht verwarrend lijken. Dit komt door een combinatie van de ongewone topografie en het feit dat het heiligdom zich over twee eeuwen heeft ontwikkeld. Het heiligdom strekt zich uit over drie smalle terrassen op de westelijke helling van de berg Hagios Georgios, die door twee steil lopende beken worden afgescheiden. De ingang is in het oosten door het propylon van Ptolemaeus II, ook bekend als het Ptolémaion (plattegrond, nr. 20), dat de oostelijke beek overspant en fungeert als een brug. Onmiddellijk ten westen daarvan, op het eerste terras, is er een cirkelvormige betegelde laagte met een altaar in het midden; dit was ongetwijfeld een offergebied, hoewel de precieze functie van deze plaats niet verder kan worden bepaald.
Een kronkelpad loopt naar beneden naar het tussen de twee beken gelegen hoofdterras, waar zich de voornaamste monumenten voor de cultus bevinden. Een grote tholos, het "Arsinoëion" of de "Arsinoë Rotunda" (plattegrond, nr. 15), de grootste overdekte ronde ruimte in de oude Griekse wereld (20 m in diameter), heeft misschien gediend om de theoroi, de heilige ambassadeurs, te verwelkomen die waren afgevaardigd door de poleis en door de bondgenootschappen om de grote festivals in het heiligdom bij te wonen. De decoratie van rozetten en bucrania (ossenschedels) leiden sommigen ertoe te geloven dat ook hier misschien offers hebben plaatsgevonden. De tholos was gebouwd op een ouder gebouw waarvan enkel de fundering is overgebleven.
Direct als het pad dat naar het heiligdom leidt ophoudt, vindt men het grootste gebouw, het 'Gebouw van het Fries van de Danseressen' (plattegrond, nr. 14), soms de "Temenos" genoemd, daar het met een monumentale omheining overeenkomt die een veel ouder offergebied aanduidde. Er bestaat veel onderscheid tussen de verschillende reconstructies van de plattegrond van dit deel van de site (vergelijk bijvoorbeeld de verschillende uitgaven van de archeologische gids van Lehman — de plattegrond gebruikt in dit artikel komt overeen met de 4de uitgave). Het is in essentie een eenvoudige binnenplaats voorafgegaan door een Ionisch propylon dat met het fries (foto beneden) van de bekende danseressen verfraaid was. De beroemde architect Skopas was mogelijk de ontwerper ervan.
Ten zuiden van de Temenos bevindt zich het belangrijkste cultusgebouw, het epopteion, in een inscriptie aangeduid als Hiëron (plattegrond, nr. 13). Het is niet bekend wie dit gebouw heeft ingewijd, maar gezien zijn pracht was het waarschijnlijk een koninklijk persoon. Het is een soort tempel, maar het is niet omringd door zuilen, er is enkel een zuilenhal aan de voorzijde (gedeeltelijk hersteld - zie bovenstaande foto). De architecturale ornamenten van de gevel vallen op door hun elegantie. De binnenkant kan zich erop beroemen de grootste niet-ondersteunde overspanning van de oude Griekse wereld - 11 meter - te zijn. De zuidelijke achterkant van dit gebouw is een apsis met inscriptie, die het heiligste deel van heiligdom vormt. Deze apsis zou volgens R. Ginouvès een grot kunnen voorstellen voor het uitvoeren van chtonische riten. Het hoofdaltaar en een gebouw voor het tentoonstellen van de votiefgaven, bevinden zich ten westen van het Hiëron (plattegrond, nr. 11 & 12).

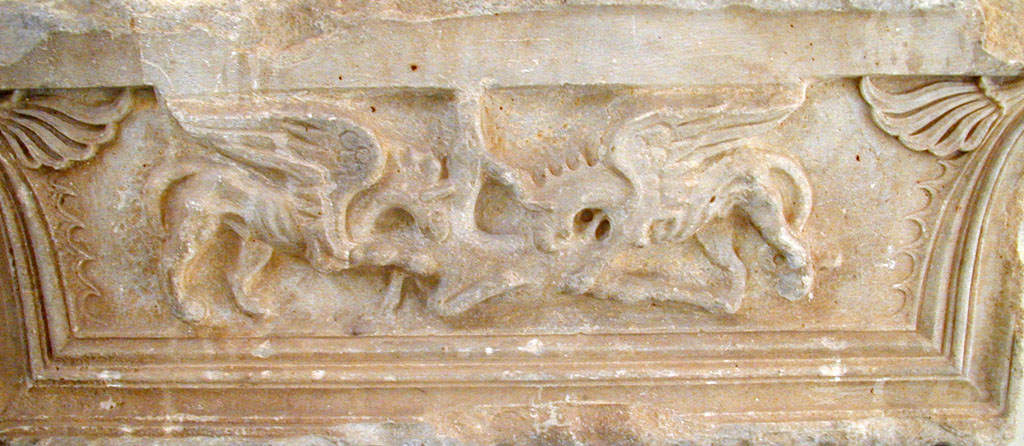
Kapiteel van de voorkant van de westelijke façade van het propylon van Ptolemaeus II: Griffioenen verscheuren een hert (plattegrond, nr. 20).

Het Anaktoron, het gebouw waarin de myèsis zich afspeelde, bevindt zich ten noorden van de Arsinoë Rotunda. De versie die vandaag de dag zichtbaar is dateert uit de keizertijd.
Het derde en laatste terras, ten westen van het spirituele centrum van het heiligdom, wordt voornamelijk bezet door votiefmonumenten, zoals het 'Milesische gebouw', zo genoemd daar het door een burger van Milete (zie plattegrond, nr. 5) was gewijd, en het Néôrion of zeemonument (plattegrond, nr. 6). De banketzaal bevindt zich hier ook (plattegrond, nr. 7). Drie andere kleine hellenistische schathuizen zijn niet goed bekend (plattegrond, nr. 1 tot 3). Wanneer men het centrale terras in ogenschouw neemt, ziet men dat de ruimte vooral gedomineerd wordt door een heel lange zuilengalerij (104 m lang; plattegrond, nr. 8) die als een monumentale achtergrond van het heiligdom boven het theater dienstdoet.
In deze omgeving kunnen de recentste sporen van bewoning worden gevonden: een rechthoekig Byzantijns fort is in feite gebouwd op de plaats van schathuizen, waarvan het bouwmateriaal werd hergebruikt.

## Een nationaal Macedonisch heiligdom
„Ons wordt verteld dat Philippos, nadat hij tegelijkertijd met Olympias in de mysteriën van Samothrake was geïnitieerd, terwijl hijzelf nog een jongeling was en zij een weeskind, op haar verliefd werd en zich direct met haar verloofde met de toestemming van haar broer, Arymbas.”

(Plutarchus, Alexander II 2.)

Volgens Plutarchus is dit de manier waarop de Macedonische koning Phillippos II zijn toekomstige echtgenote Olympias ontmoette, de Epirotische prinses van de Aeacidische dynastie, tijdens hun initiatie in de mysteriën van Samothrake. Deze historische anekdote verklaart de trouw van de Argeadische dynastie aan het heiligdom, en vervolgens van de twee dynastieën van diadochen die hen opvolgden: de Ptolemaeën en Antigoniden, die in de 3e eeuw v.Chr. elkaar voortdurend probeerden te overtreffen gedurende de periode waarin zij beurtelings het eiland en het Noord-Egeïsche gebied in het algemeen beheersten.
De eerste heerser van wie epigrafische sporen zijn overgeleverd was de zoon van Philippos II en halfbroer van Alexander, Philippos III van Macedonië, die de voornaamste begunstiger van het heiligdom zou zijn tijdens de 4e eeuw v.Chr.: hij gaf waarschijnlijk de opdracht voor de bouw van de temenos rond 340 v.Chr., voor het hoofdaltaar in het volgende decennium, voor het hiëron rond 325 v.Chr., en ook voor het Dorische monument aan de rand van het oostelijke cirkelvormige gebied. Dit was zowel uit zijn naam als die van zijn neef Alexander IV van Macedonië gewijd en daarom gedateerd in hun gezamenlijke regering van 323 v.Chr. tot 317 v.Chr.

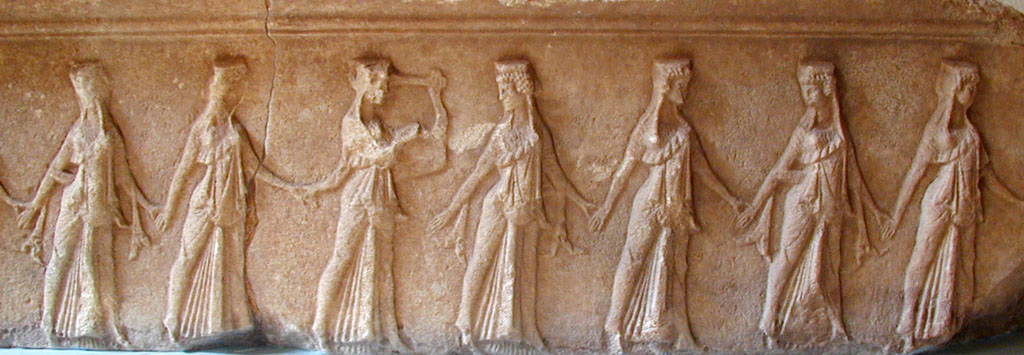
Fries van de danseressen uit de temenos (plattegrond, nr. 14).

De tweede fase van belangrijke bouwwerken begon in de jaren 280 v.Chr. met de rotunda van Arsinoë II, die mogelijk kan worden gedateerd tijdens de periode 288-281 v.Chr. toen deze dochter van Ptolemaeus I was getrouwd met de diadoch Lysimachus, de toenmalige koning van Macedonië. Na zijn dood in de strijd in 281 v.Chr. trouwde zij haar halfbroer, Ptolemaeus Keraunos, en later haar broer Ptolemaeus II in 274 v.Chr. Van de monumentale wijdingstekst boven de deur is slechts een enkel blok over, zodat het niet mogelijk is om de volledige inscriptie te reconstrueren. Ptolemaeus II zelf liet het propylon bouwen tegenover de ingang van het heiligdom: de machtige Ptolemaeïsche vloot die hem in staat stelde om het grootste deel van de Egeïsche Zee tot aan de Thracische kust te domineren en zijn bouwactiviteit te Samothrake zijn getuigen van zijn invloed.
Het herstel van de Antigonidische dynastie op de Macedonische troon met Antigonus II Gonatas leidde spoedig tot een strijd om de maritieme suprematie in het Egeïsche gebied: Antigonus Gonatas vierde zijn overwinning in de zeeslag bij Kos door een van zijn triomferende schepen te wijden aan het heiligdom rond 255-245 v.Chr. Het werd tentoongesteld in een gebouw dat werd gebouwd op een ad-hocbasis op het westelijke terras, het 'Néôrion' (plattegrond, nr. 6). Het is mogelijk geïnspireerd door een ander Néôrion, te Delos, vermoedelijk gebouwd aan het einde van de 4e eeuw v.Chr., dat hij hergebruikte en waar hij rond dezelfde tijd een ander schip wijdde.
De zeeoorlog tussen de Ptolemaeën en de Antigoniden ging met tussenpozen verder gedurende de tweede helft van de 3e eeuw v.Chr., tot Philippos V van Macedonië, de laatste Antigonidische koning, die een Macedonische thalassocratie trachtte te vestigen, maar ten slotte werd verslagen door een alliantie van Rhodos en Pergamon. Een monumentale zuil werd door de Macedoniërs aan hem gewijd voor de grote stoa op het bovenste terras rond 200 v.Chr. Het was hoogstwaarschijnlijk tijdens een van deze episodes dat de monumentale fontein, die de kalkstenen voorsteven en de bekende Nikè omvatte, werd gebouwd (vgl. foto en plattegrond, nr. 9). Deze zou in feite door Rhodos in plaats van Macedonië gewijd kunnen zijn; analyse van de kalksteen die is gebruikt voor de voorsteven en het type schip wijzen op Rhodos.
Het heiligdom werd het laatste toevluchtsoord voor de laatste koning van Macedonië, Perseus van Macedonië, die naar het eiland vluchtte na zijn nederlaag in de slag bij Pydna in 168 v.Chr. en daar door de Romeinen gevangen werd genomen.

## De exploratie van de site

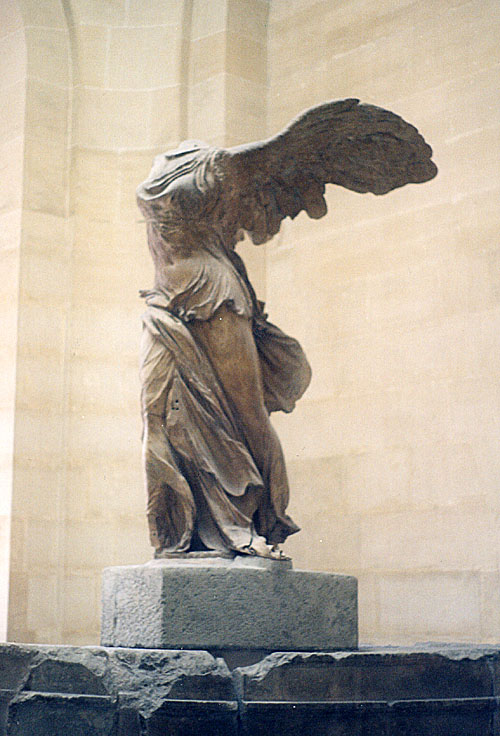
De Nikè van Samothrake (Louvre) (plattegrond, nr. 9).

De fascinatie voor mysterieculten heeft een voortdurende interesse voor de site opgewekt sinds de 17e en 18e eeuw. Na de spectaculaire ontdekking in 1863 van het Nikè-standbeeld - nu in het Louvre - door Charles Champoiseau, de Franse consul in Adrianopel, voerde een Frans onderzoeksteam van Deville en Coquart de eerste archeologische onderzoekingen uit in 1866. De Oostenrijker A. Conze was de volgende die de site in 1873 en 1876 onderzocht. Hij bracht het Ptolemaion en de stoa aan het licht en voerde enkele oppervlakkige opgravingen uit bij het Hiëron, het Arsinoëion en de Temenos.
Zijn werk werd in twee rijke delen van een voor hun tijd ongekende kwaliteit gepubliceerd. In overeenstemming met een overeenkomst met de Turkse regering deelden de Oostenrijkers hun ontdekkingen: talrijke architectuurfragmenten gingen naar het Kunsthistorische Museum van Wenen, terwijl andere naar Gallipoli werden gestuurd en vervolgens naar het Archeologisch Museum van Istanboel — een deel van dit materiaal verdween jammer genoeg tijdens het vervoer. Champoiseau keerde in 1891 terug om te zoeken naar de blokken van de voorsteven van het schip waarop de Nikè in Parijs was opgesteld, en ontdekte bij die gelegenheid het theater.
De École française d'Athènes en de Karelsuniversiteit Praag (Salač en Chapouthier) voerden ook gezamenlijk werkzaamheden uit tussen 1923 en 1927, voordat de archeologen van de New York-universiteit hun eerste opgravingen in 1938 begonnen; zij legden het Anaktoron bloot. Onderbroken door de oorlog, waaronder de site erg leed ten gevolge van de Bulgaarse bezetting, keerden ze in 1948 terug en gingen tot vandaag de dag verder met opgraven. In 1956 werd de zuilengalerij van de façade van het Hiëron gedeeltelijk weer opgebouwd.